# 东北隅街道
东北隅街道，是中华人民共和国河南省洛陽市老城区下辖的一个乡镇级行政单位。

## 行政区划
东北隅街道下辖以下地区：
青年宫社区、人民街社区和治安街社区。